# Bélux Kasongo
Bélux Bukasa Kasongo (Kananga, 13 agosto 1979) è un ex calciatore della Repubblica Democratica del Congo, di ruolo difensore.

## Caratteristiche tecniche
Era un difensore centrale.

## Carriera

### Nazionale
Ha debuttato in Nazionale il 3 marzo 2001, in Lesotho-RD del Congo (0-0). Ha messo a segno la sua prima rete con la maglia della Nazionale il 24 ottobre 2001, nell'amichevole Tanzania-RD del Congo (2-2), siglando la rete del momentaneo 1-2 al minuto 67. Ha partecipato, con la Nazionale, alla Coppa d'Africa 2002. Ha collezionato in totale, con la maglia della Nazionale, 11 presenze e una rete.

## Palmarès

### Club

#### Competizioni nazionali
- Campionato congolese di calcio (Repubblica Democratica del Congo): 1

Vita Club: 2003
- Coppa della Repubblica Democratica del Congo: 1

Vita Club: 2001